# 1710'erne
Århundreder: 17. århundrede – 18. århundrede – 19. århundrede
Årtier: 1660'erne 1670'erne 1680'erne 1690'erne 1700'erne – 1710'erne – 1720'erne 1730'erne 1740'erne 1750'erne 1760'erne
År: 1710 1711 1712 1713 1714 1715 1716 1717 1718 1719
Begivenheder
Personer